# Jarl Waldemar Lindeberg
Jarl Waldemar Lindeberg (né le 4 août 1876 à Helsinki, mort le 12 décembre 1932 dans la même ville) est un mathématicien finlandais connu pour son travail sur le théorème central limite.

## Vie et travail
Lindeberg est le fils d’un professeur de l’Université technologique d'Helsinki et a toujours montré un intérêt et un talent pour les mathématiques. Il fait ses premières armes sur les équations aux dérivées partielles et le calcul des variations mais à partir de 1920 il commence à travailler sur les probabilités et le statistiques. En 1920 il publie son premier article sur le théorème central limite. Ses résultats sont similaires à ceux obtenus plus tôt par Lyapunov dont il ne connaissait pas les travaux. Néanmoins, leurs approches étaient assez différentes; alors que Lindeberg se base sur un argument de produit de convolution, Lyapunov utilise une fonction caractéristique. Deux ans plus tard Lindeberg utilise sa méthode pour obtenir un résultat plus solide: la bien nommée condition de Lindeberg. Ses travaux sur les probabilités l’amènent à travailler dans les sciences appliquées. Il développe ce que l’on appelle un tau de Kendall et trouve les deux premiers moments de sa distribution d’échantillonnages. Lindeberg utilise l’échantillonnage linéaire en sylviculture, et en 1926 il détermine le nombre nécessaire de transects pour obtenir un intervalle de confiance assez précis, il semble alors avoir redécouvert la loi de Student.
Les travaux de Lindeberg ne sont pas connus de Alan Turing en 1935 lorsque ce dernier démontre le théorème central limite dans sa thèse.

## Travaux disponibles sur Internet
- (de) J. W. Lindeberg, Eine neue Herleitung des Exponentialgesetzes in der Wahrscheinlichkeitsrechnung, Mathematische Zeitschrift, 15 (1922) 211-225.

## Commentaires
- (en) L. Le Cam  (1986) The Central Limit Theorem Around 1935, Statistical Science, Vol. 1, No. 1. (Feb), p. 78-91.
- (en) Gustav Elfving (1981) The History of Mathematics in Finland 1828-1918. Societas Scientarium Fennica, Helsinki.

## Biographie
- (en) G. Elfving (2001) Jarl Waldemar Lindeberg, Statisticians of the Centuries (ed. Chris Heyde and Eugene Seneta) p. 318-321. New York: Springer.
- (en) Harald Cramér (1976) Half a Century with Probability Theory: Some Personal Recollections, Annals of Probability, Vol. 4, No. 4. (Aug.), p. 509-546.